# Karl Seebach (Mathematiker)

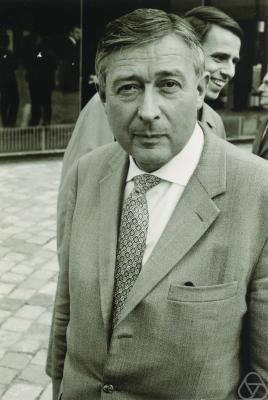
Karl Seebach

Karl Seebach (* 28. Juni 1912 in München; † 18. Juli 2007 ebenda) war ein deutscher Mathematiker und Didaktiker.

## Leben
Seebach studierte Mathematik und Physik an der Ludwig-Maximilians-Universität München und promovierte dort 1934 bei Heinrich Tietze und Arnold Sommerfeld. Der Titel seiner Dissertation lautet Über die Erweiterung des Definitionsbereiches differenzierbarer Funktionen. 1941 habilitierte er sich an der Technischen Universität München, wo er zuvor als Assistent tätig war.
Nach dem Krieg war er zunächst Lehrer am Maria-Theresia-Gymnasium München, wo er auch am dortigen Studienseminar in der Lehrerausbildung mitwirkte. Ab 1967 war er Dozent an der Pädagogischen Hochschule in Pasing und wurde 1977 auf den neu geschaffenen Lehrstuhl für Didaktik der Mathematik an der Ludwig-Maximilians-Universität München berufen. Dort wirkte er auch noch nach seiner Emeritierung im Herbst 1980.
Von 1972 bis 1981 war Seebach Vorsitzender der MNU. Darüber hinaus verfasste er zahlreiche Lehrbücher für den Mathematikunterricht und beteiligte sich an der Gestaltung des Bundeswettbewerbs Mathematik.
1998 wurde ihm das Bundesverdienstkreuz am Bande verliehen.

## Werke
- Über die Erweiterung des Definitionsbereiches mehrmals differenzierbarer Funktionen. Sonderdruck aus dem Sitzungsbericht der Bayer. Akad. d. Wiss., Jahrgang 1941, S. 67–90. ISBN 3-7696-4185-X
- Vorschläge zum Aufbau der Analytischen Geometrie in vektorieller Behandlung. München, Ehrenwirth, 1965.
- mit Friedrich Barth: Vorschläge zur Behandlung der geometrischen Abbildungen in der Ebene. München, Ehrenwirth, 1968.
- mit Reinhold Federle: Einführung in die Algebra. 2 Bände, München, 1962 u. 1966.